# Displasia multicistica renale
La displasia multicistica renale o rene multicistico  è una condizione patologica caratterizzata da un'anomalia dello sviluppo dei reni durante la vita embrionale, che ne provoca una malformazione. Il rene interessato dalla malattia presenta numerose cisti di dimensioni variabili. Il rene multicistico è una causa piuttosto comune di cisti renali multiple e può manifestarsi, nei bambini piccoli, come una massa alla palpazione dell'addome. La displasia multicistica non va confusa con un'altra malattia cistica di origine genetica che può interessare i reni, la malattia policistica renale o rene policistico.

## Epidemiologia
L'incidenza della displasia multicistica è di circa uno su 4000 nati vivi: si tratta cioè di una malattia rara.

## Segni e sintomi
La displasia multicistica è osservabile già all'ecografia durante la vita intrauterina. Solitamente il difetto di sviluppo è monolaterale, cioè interessa un solo rene. Qualora entrambi i reni siano coinvolti è frequente l'associazione con altre gravi malformazioni o con sindromi malformative che interessano tutto l'organismo. In questi casi, in cui i reni del feto non producono urina, il liquido amniotico è estremamente scarso (oligoidramnios), determinando una serie di malformazioni del volto, degli arti e di altri organi, come i polmoni, nota come sequenza di Potter. La displasia bilaterale è comunque incompatibile con la vita, così come la displasia molaterale con agenesia (assenza di sviluppo) dell'altro rene.  Al contrario, se il difetto riguarda un solo rene, nella maggior parte dei casi il rene sano andrà incontro ad ipertrofia compensando così la funzione di quello malato. Nella maggior parte dei bambini affetti da displasia monolaterale, l'ipertrofia del rene sano si osserva entro i 3 anni di età.

## Eziologia
In molti casi il rene multicistico ha una causa genetica. La displasia renale può essere parte di una sindrome che coinvolge anche l'apparato digerente, il sistema nervoso o altri organi dell'apparato urinario. Alcuni farmaci, come ad esempio certi antipertensivi, se assunti dalla madre durante la gravidanza possono agire da cofattori.

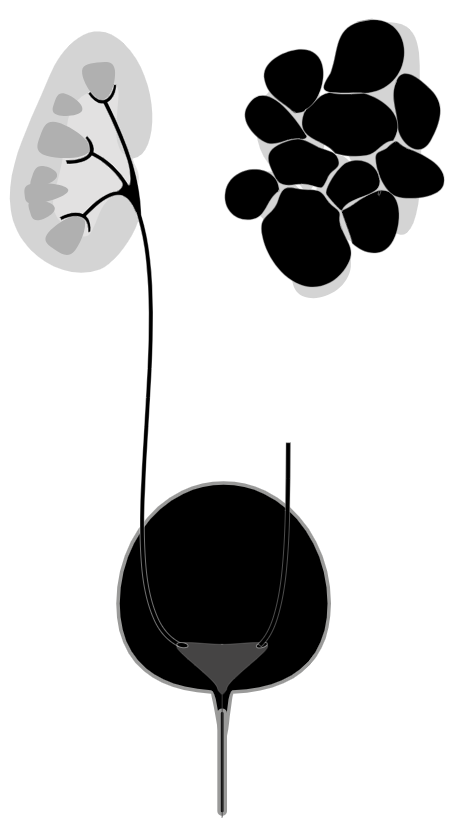
Rappresentazione schematica di un rene multicistico (a destra per l'osservatore) confrontato con un rene normale

## Fisiopatologia
La displasia del rene è il risultato di un'anomalia nella differenziazione del mesenchima metanefrico; in particolare può derivare da un'anomala formazione del dotto del mesonefro o dotto di Wolff. Sono note alcune mutazioni genetiche responsabili della displasia renale nel contesto di particolari sindromi, come la sindrome branchio-oto-renale, che riguardano i geni EYA1 e SIX1. Anche il gene PAX2 è probabilmente coinvolto nella genesi della displasia.

## Diagnosi
La displasia policistica può essere diagnosticata mediante l'ecografia di routine effettuata nel secondo trimestre di gravidanza Da una metanalisi di molti studi effettuati al riguardo emerge che la displasia monolaterale si osserva più spesso nei maschi che nelle femmine e che nella maggior parte dei casi il rene interessato dalla malattia è il sinistro.

## Trattamento e prognosi
La displasia multicistica non è guaribile, ma richiede una serie di controlli clinici, biochimici ed ecografici già nei primi anni di vita per assicurarsi che la funzione renale, garantita dall'organo non affetto, sia sufficiente per l'organismo e che il rene interessato dalle cisti non determini problemi agli organi circostanti. Nei casi più gravi, con coinvolgimento bilaterale, la malattia può avere esito fatale per il neonato, mentre nei casi monolaterali la prognosi è generalmente buona se non coesistono altre gravi malformazioni.